# Jiří Homola
Jiří Homola, född 2 juni 1980 i Nymburk, är en tjeckisk fotbollsspelare (back) som för närvarande spelar för den georgiska fotbollsklubben FK Dinamo Tbilisi. Han kom till Dinamo år 2011, och har spelat 13 matcher för klubben. Dessutom har han gjort 2 landskamper för Tjeckiens U21-landslag år 2002. Tidigare har han spelat för bland annat AC Sparta Prag och turkiska Malatyaspor.